# 1079
1079 (MLXXIX) var ett normalår som började en tisdag i den julianska kalendern.

## Händelser

### Okänt datum
- Vid Håkan Rödes död blir Halsten åter kung av Sverige och delar makten med sin bror Inge den äldre.
- Ladislaus Herman efterträder Boleslav II i Polen.
- Vilhelm Erövraren grundlägger New Forest.
- Constance av Burgund grundar ett kloster i Burgos.
- Abbedissan Hildegarde av St. Ruprechtsberg gör den första bevarade omnämnandet av humle vid öltillverkning (eller 1067).

## Födda
- Pierre Abailard, fransk filosof och teolog.
- Horikawa kejsare av Japan.
- Kilij Arslan I.
- Urraca av León och Kastilien, regerande drottning av Kastilien, León och Galicien.

## Avlidna
- 8 januari – Adelheid av Frankrike, franskt helgon.
- 2 december – Mabel de Bellême, fransk adelskvinna och vasall.
- Håkan Röde, kung av Västergötland sedan 1066 eller 1068 och av hela Sverige sedan 1075 (möjligen även död påföljande år).